# Pseudalus aurantiacus
Pseudalus aurantiacus är en fjärilsart som beskrevs av Rothschild 1909. Pseudalus aurantiacus ingår i släktet Pseudalus och familjen björnspinnare. Inga underarter finns listade i Catalogue of Life.